# Polichno
Polichno és un poble i municipi d'Eslovàquia. Es troba a la regió de Banská Bystrica.

## Història
La primera menció escrita de la vila es remunta al 1467.

## Demografia
| Godina             | 1994 | 2004    | 2014   | 2024    |
| ------------------ | ---- | ------- | ------ | ------- |
| Nombre de persones | 123  | 149     | 140    | 124     |
| Diferència         |      | +21,13% | −6,04% | −11,42% |

| Godina             | 2023 | 2024 |
| ------------------ | ---- | ---- |
| Nombre de persones | 124  | 124  |
| Diferència         |      | +0%  |